# Darnell Martin
Darnell Martin (Bronx, 7 gennaio 1964) è una regista e sceneggiatrice statunitense.

## Biografia
Nata nel Bronx di New York, inizia la sua carriera nel 1989 come assistente cameraman per il film di Spike Lee Fa' la cosa giusta. Dopo una serie di cortometraggi, debutta alla regia cinematografica nel 1994 con il film Così mi piace. Il film è stato prodotto dalla Columbia Pictures, diventando la prima afroamericana donna a lavorare per una major. Nel 1995 è stata membro della giuria del Sundance Film Festival.
Nel 2001 dirige Prison Song, con Mary J. Blige, Q-Tip e Harold Perrineau. Negli anni seguenti lavora assiduamente per la televisione, dirigendo episodi delle più note serie televisive come Oz, E.R. - Medici in prima linea, Law & Order: Criminal Intent e molte altre.
Nel 2008 torna alla regia cinematografica con Cadillac Records. Il film, interpretato da Adrien Brody e Beyoncé Knowles, racconta l'ascesa e il declino della Chess Records, importante casa discografica che segnò un'epoca portando al successo numerosi artisti soul e R&B.

## Filmografia
- Così mi piace (I Like It Like That) (1994)
- Prison Song (2001)
- Con gli occhi rivolti al cielo (Their Eyes Were Watching God) – film TV (2005)
- Cadillac Records (2008)
- L'ultimo San Valentino (The Lost Valentine) – film TV (2011)
- Mai lontano da qui (Wish you well) (2013)
- The Good Lord Bird - La storia di John Brown (The Good Lord Bird) – miniserie TV, 1 puntata (2020)
- For Life (serie televisiva) – serie TV, 1 episodio (2020–2021)